# メラニー・マルティネス
メラニー・アドル・マルティネス（英：Melanie Adele Martinez 1995年4月28日 - ）は、アメリカ人歌手、シンガーソングライター。
ニューヨーク州クイーンズ区アストリア生まれ、ナッソー郡ボールドウィン育ち。2012年にアメリカ国内で放送されたNBCタレント発掘番組「ザ・ヴォイス(The Voice)」に出演し著名になる。番組後にデビューシングルとなる「ドールハウス(Dollhouse)」を発表し、その後アトランティック・レーコードと契約を交わしており、2014年にはデビューEPとなる「ドールハウス」を発表している。2015年にはデビュースタジオアルバムとなる「クライ・ベイビー（Cry Baby）」を発表し、2019年9月6日にはクライ・ベイビー物語のフォローアップとなるセカンドアルバム「K-12」を映像作品と共に発表している。
ファーストアルバムとなるクライ・ベイビーは2017年2月、アメリカレコード協会（RIAA）によってプラチナ認定されており、アルバム内の楽曲の大半がゴールド認定となってなっている他、「ドールハウス」と「ピティ・パーティ（Pity Party）」の2曲に関してはプラチナ認定となっている。

## 来歴
マルティネスはニューヨーク州クイーンズ区のアストリア に於いてプエルトリコ系である父ホセ・マルティネスとドミニカ系である母メリーとの間に生まれる 。4歳の時にロングアイランド、ナッソー郡ボールドウィンへと家族と共に引っ越ししている。幼い頃からブランディ、ブリトニー・スピアーズ、シャキーラ、ザ・ビートルズ、2パック、ノトーリアス・B.I.G.、クリスティーナ・アギレラなどを聴きながら育っており、幼少期から歌手になるのが夢であった
。
小学校はロングアイランドにあるプラザ小学校に通っており、そこで男性担任であるナディエン先生から歌の指導を受けた。また、幼稚園に通っている時から歌詞を書き始めていた。
幼少期のマルティネスは非常に感情的であり、周りから問い詰められると自分の感情を説明することが下手であったが故に最初に泣き出してしまうなどの性格から友達が少なく、自宅に引きこもりがちな生活環境であった。また写真と絵画が好きで練習していた。この幼少期の性格から周りから「泣き虫（Cry Baby）」と呼ばれており、この泣き虫がデビューアルバムのタイトルとなっている。
マルティネスは性的マイノリティについて語ることは恥ずかしいとされる伝統的なラテン系の家庭で育っており、彼女がカミングアウトした際は、家族から受け入れられないのではと感じていたが、現在では家族が彼女がバイセクシャルであることを完全に受け入れている
。
14歳の時、ネット上で自分の好きな曲のギターコードを見つけ、ギター演奏と共に独学で学び演奏することに熱中しており、習得したコードの一つに詩を加えるなどの作曲活動を始めている。しかし、やがて「ギターなんて古くさい」と感じるようになっていた。その後、マルティネスはボールドウィン高校を卒業している
。

## キャリア

### 2012年 MSG Varsity Talent Showと『ザ・ヴォイス』

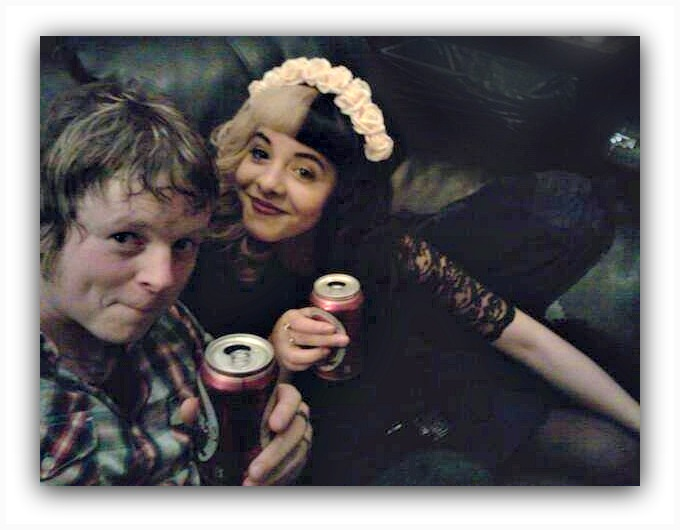
テリー・マクダーモットと（2013年9月）

高校3年生の2012年、衛星放送ネットワークテレビ局、MGSのタレント発掘番組「MSGバーシティ・タレント・ショー（Varsity Talent Show）」に出演している。マルティネスはビートルズもカヴァーした1959年のバレット・ストロングの楽曲「Money (That's What I Want)」と1966年のフォー・トップスによる楽曲「Shake Me, Wake Me (When It's Over)」の2曲を披露しており、結果、第2ラウンドで敗退している。
2012年後半、NBCテレビのタレント発掘番組『ザ・ヴォイス（The Voice） 』第3シーズンのオーディションを受けているが、マルティネスは番組を観たことは無かった。この番組はジェイコブ・ジャヴィッツ・コンベンション・センターで行われた公開オーディションであった。予選当日、母親運転の車で会場まで向かっていたが、クイーンズ-ミッドタウントンネル到着前に車が故障しており、そこからタクシーで急ぎ会場に向かっている。このオーディションの数か月後、ショッピングモールであるルーズベルトフィールド居た所「第2ラウンドに進んだ」と担当者から電話連絡を受けている。
第2ラウンドではブリトニー・スピアーズの楽曲「トキシック（Toxic）」を披露しており、ここで審査員4人中の内3人である「アダム・レヴィーン」、「シーロー・グリーン」、「ブレイク・シェルトン」が「I Want You」ボタンを押しており、マルティネスは歌唱コーチとしてアダム・レヴィーンを選択している
。
バトルラウンドではケイトリン・ミケーレ（Caitlin Michele）と競い合っており、2人はエリー・ゴールディングの楽曲「ライツ（Lights）」のデュエットを行い、この結果、マルティネスが勝者としてノックアウトラウンドへと進んでいる。ノックアウトラウンドではサム・ジェームズ（Sam James）との対戦を組まされ、ラ・ルーの楽曲「ブレットプルーフ（Bulletproof）」を歌っている。ここでアダム・レヴィーンがサム・ジェームスを脱落させたことでチームアダムのメンバーとして残留した5人の中の一人としてライブラウンドへと進出した。ライブラウンド一週目にはレイ・チャールズの楽曲「ヒット・ザ・ロード・ジャック（Hit the Road Jack）」を歌い、この時に行われた一般投票の結果によりチームアダムのメンバーであるアマンダ・ブラウン（Amanda Brown）とブライアン・キース（Bryan Keith）が生き残ってている。
その後、レヴィーンはローレン・オールレッド（Loren Allred）、ジョゼリン・リベラ（Joselyn Rivera）、マルティネス3名の中からマルティネスを最終的に選択し、コンペティションに残っている。3週目に披露されたマルティネスのザ・ホワイト・ストライプスの楽曲「セヴン・ネイション・アーミー」のパフォーマンスは、iTunes Top 200シングルチャートの投票期間内を10位で終了しており、また4週目に再び発生し、アレックス・クレアの楽曲「トゥ・クロース（Too Close）」をカヴァーした歌は投票期間内6位で終了している。 しかし、第5週の観客投票により、チームアダムのメンバーであるアマンダ・ブラウンと共に脱落し、レヴィーンのチームにはメンバーが残らないという結果で番組は終了した。この結果にマルティネスはこうコメントを残している。 
  – パフォーマンスのスタジオ収録版。iTunesチャートでトップ10圏内入りしたもの
| ラウンド                          | 披露曲                       | オリジナルアーティスト                   | 日付け         | 得点  | 結果                                     |
| --------------------------------- | ---------------------------- | ---------------------------------------- | -------------- | ----- | ---------------------------------------- |
| ブラインドオーディション （予選） | Toxic                        | ブリトニー・スピアーズ                   | 2012年9月7日   | 4.1   | 最終予選通過3組に選出 チームアダムに加入 |
| バトルラウンド                    | Lights (vs. Caitlin Michele) | エリー・ゴールディング                   | 2012年10月15日 | 11.5  | アダム保留                               |
| ノックアウトラウンド              | Bulletproof (vs. Sam James)  | ラ・ルー                                 | 2012年10月29日 | 16.5  | アダム保留                               |
| ライブプレーオフ                  | Hit the Road Jack            | レイ・チャールズ                         | 2012年11月5日  | 18.3  | 通過（アダム保留）                       |
| Top 12                            | Cough Syrup                  | ヤング・ザ・ジャイアント Young The Giant | 2012年11月12日 | 21.9  | 一般投票により選出                       |
| Top 10                            | Seven Nation Army            | ザ・ホワイト・ストライプス               | 2012年11月19日 | 23.3  | 一般投票により選出                       |
| Top 8                             | Too Close                    | アレックス・クレア Alex Clare            | 2012年11月26日 | 25.4  | 一般投票により選出                       |
| Top 6                             | The Show (アダムチョイス)    | レンカ                                   | 2012年12月3日  | 27.10 | 敗退                                     |
| Top 6                             | Crazy (メラニーチョイス)     | ナールズ・バークレイ                     | 2012年12月3日  | 27.6  | 敗退                                     |

### 2013年 – 2014年 Dollhouse EP

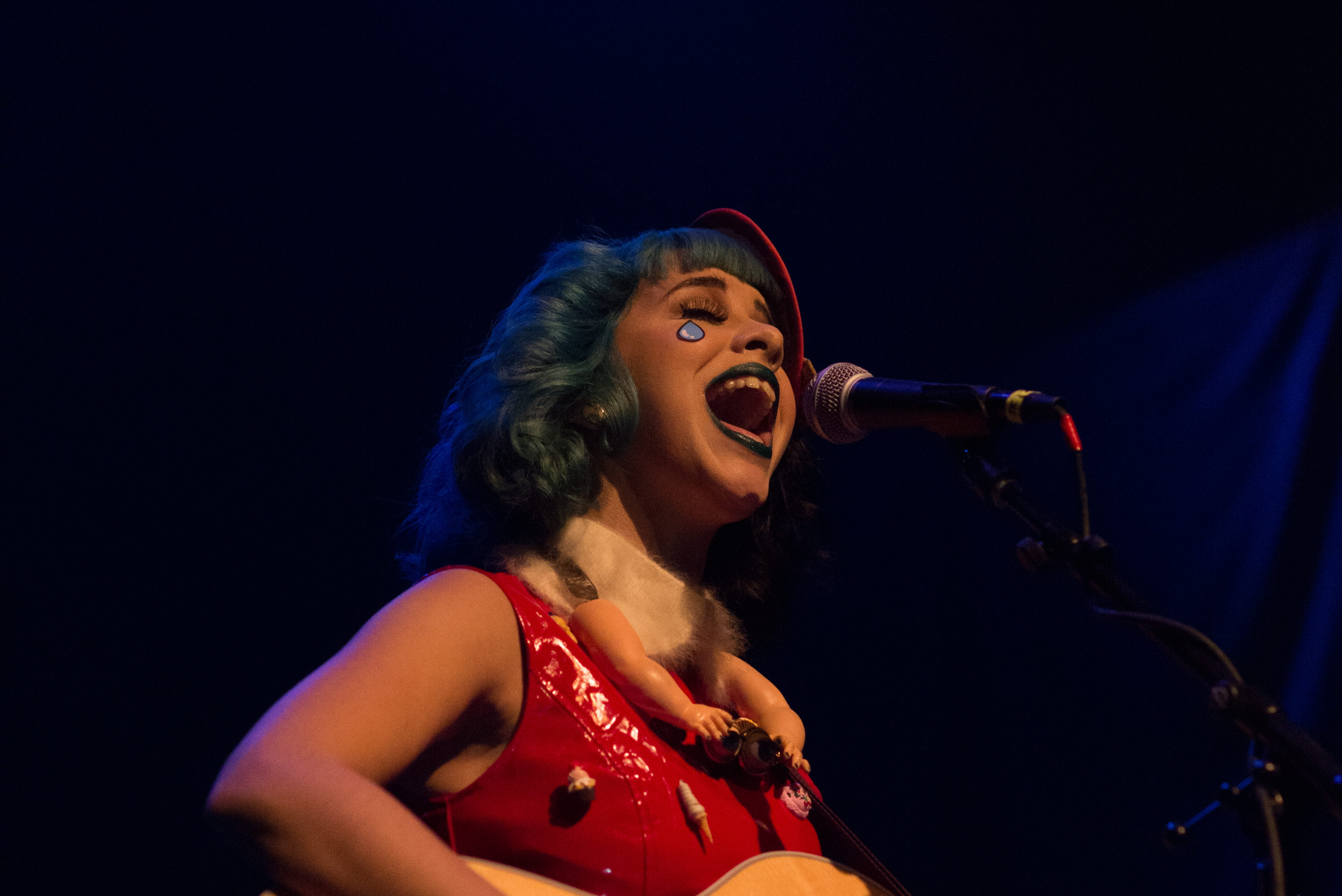
グラマシー・シアターで歌うメラニー（2014年）

番組後、マルティネスはオリジナル楽曲の制作に取り組み始めており、2013年の大半をこの制作作業に費やしている。そして2014年2月9日、自身初のデビューシングルとなる「Dollhouse」をリリースしている。
マルティネスはこの楽曲の世界観を「エドワード・シザーハンズ」と比較しており、「完璧な芝生がある完璧な家が似たように立ち並ぶけど、富や完璧さの背後にある隠された各家庭の醜態を表してるの」と語っており、曲に合わせミュージックビデオも発表しているが、これは自身が呼びかけたクラウドファウンディングサイト、インディーゴーゴーによるファンからの資金によって制作され、メイク、ヘアメイク、撮影などは全てマルティネスの友人によって行われている。楽曲に関してキネティックス＆ワンラブとの共同作品となる。
2014年4月7日、アトランティックレコードと契約し、ツアーを行うことを発表。またデビューEPである「Dollhouse」を2014年5月19日にリリース。EPからの唯一のシングルである「カルーセル（Carousel」）は、アメリカレコード協会からゴールド認定を受けている。 

### 2015年 – 2017年 Cry Baby

ドールハウスツアーで公演中のメラニー（2017年）

2015年6月1日、シングル「Pity Party」をリリース。これはRIAAによってゴールド認定され、コーラスにはレスリー・ゴーアの「It's My Party」をサンプリングしている。7月10日には、アルバムから2番目のシングル「Soap」をリリースしている。公式ミュージックビデオのYouTubeでの視聴回数は3000万回を超えており、オルタナティブデジタルソングチャートで12位、ポップデジタルソングチャートで16位となる。7月31日に「Sippy Cup」が続き、14日後にアルバムをリリース。「Cry Baby」は8月14日にリリースし、批評家から称賛されており、アルバムはBillboard 200に於いて6位デビューを果たしている。12月にクリスマスをテーマにしたシングル「ジンジャー・ブレッドマン（Gingerbread Man）」をリリース。その後「ファンへの贈り物」と題し、2016年1月にiTunesでシングルとしてリリース。「Cry Baby」のミュージック・ビデオは3月14日にリリースされている。6月2日には自身が監督した「Alphabet Boy」のカラオケスタイルのミュージックビデオをリリースしている。   

### 2017年 – 2022年 K-12　映画
2017年3月、セカンドアルバム各曲の物語を伝える映画を制作したいという希望を表明しており、「今、映画の脚本を書いてるの。監督、撮影、メイクとか多くの作業があって今年は全てこの作業に費やさないと。」と語っている。  
2019年5月15日、アルバムの最初のティーザートレーラーをリリースし、9月6日にリリースされたアルバム「K-12 」公開し、翌日インスタグラムでアルバムジャケットを公開。この映画は世界中の厳選された劇場でのみ公開されていたが、マルティネスはこの映画をYouTubeに投稿し、この作品はアルバムのダウンロード版にも含まれている。PeopleTVとのインタビューで、K-12のアルバムと映画双方の続編を計画していると語りっており「次の映画を計画してるの、私が望む限りこの先も続けるつもり。次のそれら映像作品には私のアルバムも含まれてるわ。今回の作業は4年より速くなることを願ってる、一度作業を経験してそこから学んだし、理解しなければならなかった学習曲線は過ぎてるから」と答えている。  
2021年5月19日、2016年頃から問題になっていたインターネット上での流出があまりにひどいために本人が公式インスタグラムでファンに「リークされた曲を聞いたりインターネットでシェアしたりしないで」と注意を呼び掛けた。また未発表曲の素材やアカペラなどもリークされている。これまでに未発表を含む80曲以上が流出している。  

### 2023年 – 現在 『Portals』

2023年のマルティネス

2023年2月18日、マルティネスはインスタグラムの投稿をすべてアーカイブし、3枚目のスタジオ・アルバム『Portals』を予告した。同アルバムは2023年3月31日にリリースされ、シングル「Death」と「Void」でプロモーションが行われた。マルティネスは2023年5月より『Portals Tour』を開始し、シングル「Void」のミュージックビデオにより、VMAの最優秀視覚効果賞にノミネートされた。
2023年11月、マルティネスは『Portals Perfume』の発売を発表した。この香水コレクションは、インディーズ系香水ブランドであるFlower Shop Perfumesと共同で開発されたもので、四つ目の「Cry Baby」のオルターエゴを模した彫刻的な容器に四種類の香りが収められており、価格は275米ドルだった。
アルバムリリース以降、さらに三本のミュージックビデオが公開された。2023年12月には「Tunnel Vision」、2024年2月には「Faerie Soirée」、2024年5月には「Light Shower」がそれぞれリリースされた。

## 芸術性

### 音楽スタイル
マルティネスの音楽は、ポップ、アートポップ、エレクトロ・ポップ、およびオルタナティブポップとして説明されている。デビューアルバム「Cry Baby」とセカンドアルバム「K-12」には、 ヒップホップとR＆Bの基調が見られる。歌の主題は通常、個人的な経験に基づいている。マルティネスは自身の音楽を「とても暗く正直」、「ヒップホップ/トラップに影響されたビート」、「気味が悪くも懐かしさもある様な子供じみた音で、幼児用ピアノやオルゴールやおもちゃの様な音」と説明している
。  
ガーディアン紙では「歪んだ、悪態を付くエレクトロポップ」と表現し、ビジュアルイメージを「人形の様で明らかにエモ、....架空のキャラクターに近い現実的存在」と表現している。ローリング・ストーン誌は「愛に付いて歌った捻じれた子守歌」と表現しドレスデン・ドールズのアルバム「Coin-Operated Boy」、ラナ・デル・レイの音楽と比較している。ニューヨーク・タイムズの記者は「南国調ヒップホップの様なゆっくりとした流れ、不吉なベースラインとパーカッションの中、キーボードをキラキラと鳴らす様なポップを簡潔に表現している」と説明し、ロードやラナ・デル・レイをキャンディでコーティングした様な音楽と表現している。また声に付いては「ささやき、シニカル、涙、怒り」と表現している。レッド・ダート・レポート誌ではマルティネスの声帯にメゾソプラノ域が含まれていると説明している。  
マルティネスはデビューアルバムの主人公であるクライ・ベイビーを自分自身の「おとぎ話版」と説明している。  

### 影響されたアーティスト
楽曲面ではビートルズ、ニュートラル・ミルク・ホテル、ファイスト、キンブラ、ズーイー・デシャネル、レジーナ・スペクター、ココロージーなどに影響を受け引用している。特に影響を与えたアルバムはフィオナ・アップルのアルバム「The Idler Wheel...」、アリアナ・グランデの「ユアーズ・トゥルーリー」と「マイ・エヴリシング」の3枚である
。  
マルティネスの楽曲内で使用される重いヒップホップ調の音は、幼い頃聴いていた父親の演奏が影響していると回想している。映像関係ではアメリカの画家、マーク・ライデン（Mark Ryden）、ポーランドの画家、アレクサンドラ・ヴァリシェフスカ（Aleksandra Waliszewska）、サンマリノの画家、ニコレッタ・チェッコリ（Nicoletta Ceccoli）などをお気に入りのビジュアルアーティストとして挙げており、ミュージックビデオのビジュアルに多大な影響を与えていると語っている。  
ティム・バートンにも影響されており、いずれ共同で映画製作することが自身の夢の一つであると語っている。   

### 商品プロデュース
化粧品会社「ライムクライム」と協力し、2015年8月17日、「Cry Baby」の名が付いた青い口紅を発売し、2016年3月9日には「Teddy Bear」名の茶色の口紅を発売している。2016年10月25日、「Cry Baby Perfume Milk」という新しいフレグランスの宣伝発表と発売を行っている。この香水はマルティネスが契約したレーベル、アトランティックが販売と流通を担当している
。  

## 大衆イメージ
16歳の時、映画「101」を見て影響を受けたマルティネスは髪の半分をクルエラ・ド・ヴィルと同じ髪色に染めている。また彼女は外見だけでなく、ミュージックビデオやパフォーマンスの際など着せ替え人形に触発された衣装で登場していることで知られている。

### 性的暴行の申し立て
2017年12月4日、かつて友人関係にあった女性、ティモシー・ヘラー（Timothy Heller）からマルティネスに性的暴行を加えられた上、レイプされたとツイッター上で呟いている。翌日、このヘラーの告発ツイートに対する回答をツイートしており、「horrified and saddened （ひどく恐ろしく、悲しくなった）」 「never said no to what [they] chose to do together （NOと言ったことは一度もない、2人が何を選ぼうとも）」と回答している。12月9日、マルティネスは2回目の声明を発表しており、告発はヘラーの「嘘の声明」であったことを指摘したファンに対し感謝を述べている。その後、マルティネスは次のように結論付けたツイートを投稿している。「...I would never be intimate with someone without their absolute consent. （....絶対に同意しない限り、誰かと親密な関係になることはないわ）」その後、サウンドクラウド上に新曲「ピギーバッグ（PIGGYBACK）」をリリースしており、この曲はヘラーの告発ツイートに対する歌詞がそこに綴られている。

## ディスコグラフィー
- Cry Baby （2015年）
- K-12 （2019年）
- After School (2020年)
- PORTALS (2023年)

## フィルモグラフィー
| 年   | タイトル | 役       | 注記           |
| ---- | -------- | -------- | -------------- |
| 2019 | K-12     | Cry Baby | 作詞 作曲 演出 |

### テレビ
| 年     | タイトル  | 役     | 注記               |
| ------ | --------- | ------ | ------------------ |
| 2012年 | The Voice | 出場者 | The Voice Season 3 |

## ツアー
- Dollhouse Tour (2014年–2015年)
- Cry Baby Tour (2015年–2016年)
- K-12 Tour (2019年）

サポートアクト
- リンジー・スターリング – Music Box Tour (2015年)
- アダム・ランバート – The Original High Tour (2016年)